# Mladen Kerstner
Mladen Kerstner (Ludbreg, 8. srpnja 1928. – Zagreb, 9. rujna 1991.) bio je hrvatski glumac, književnik,  novinar i scenarist. 

## Životopis
Mladen Kerstner pisao je pjesme, pripovijetke, drame za radio (30), kazalište (4), i televiziju. Bio je član Društva hrvatskih književnika. U svojim djelima na poseban humoristički način tematizira rodni kraj (ludbreška Podravina), problematizira težak život ljudi ruralnog kajkavskog mentaliteta. Najveće domete postigao je u svoja dva djela, od kojih su nastale popularne televizijske serije Gruntovčani i Mejaši. U njima je kreirao nezaboravne likove Dudeka, Regice, Cinobera, Presvetlog i dr.
"Meni je mileše gladen sedeti pod svojom hruškom, nek se bogactvo sveta imeti", konstatirao je o svom rodnom kraju Mladen Kerstner.

## Vanjske poveznice
- LZMK / Hrvatska enciklopedija: Kerstner, Mladen
- LZMK / Proleksis enciklopedija: Kerstner, Mladen
- LZMK / Hrvatski biografski leksikon: Kerstner, Mladen
- Leksikon Hrvatske radiotelevizije ⇒ K: Kerstner, Mladen
- Mladen Kerstner u internetskoj bazi filmova IMDb-u (engl.)